# Hylocitrea bonensis
Sibilante-de-bone ou assobiadeira-da-celebes (Hylocitrea bonensis) é uma espécie de ave da família Pachycephalidae. É a única espécie do género Hylocitrea.
É endémica da Indonésia.
Os seus habitats naturais são: regiões subtropicais ou tropicais húmidas de alta altitude.